# Ордос (городской округ)
О́рдос (кит. упр. 鄂尔多斯, пиньинь È'ěrduōsī, монг.  Ордос) — городской округ в Автономном районе Внутренняя Монголия (КНР).

## История
Всю свою историю Ордос был ареной противоборства между китайцами и степняками.
С началом маньчжурского завоевания Китая Ордос был разделён в 1649 году на 6 хошунов (Ордосские левое и правое «крылья», каждое из которых в свою очередь делилось на переднее, среднее и тыльное «знамя»); точные границы между ними были зафиксированы в 1740 году. Было установлено, что китайцы не должны селиться на территориях монголов, а монголы могут ездить в Китай лишь по разрешениям. Тем не менее с начала XVIII века имела место китайская миграция. В связи с цинским курсом «новой политики» в начале XX века для администрирования оседлых жителей был создан Дуншэнский комиссариат. После восстания ихэтуаней китайцам разрешили колонизировать земли монголов во Внутренней Монголии и Маньчжурии.
После Синьхайской революции Дуншэнский комиссариат был преобразован в уезд Дуншэн; однако он управлял лишь делами китайского населения, монгольское население по-прежнему подчинялось структурам хошунов. В 1914 году из провинции Шаньси был выделен Специальный административный район Суйюань (绥远特别行政区), и эти места вошли в его состав. В 1928 году Специальный административный район Суйюань был преобразован в провинцию Суйюань. В 1940-х годах регион стал ареной противоборства между КПК и Гоминьданом.
В системе монгольского административного деления эти места были объединены в аймак Их-Джу (кит. упр. 伊克昭 盟, палл. Икэчжао мэн) провинции Суйюань. В 1954 году провинция Суйюань была расформирована, и аймак перешёл в состав автономного района Внутренняя Монголия.
В 1979—1989 годах на территории современного Ордоса был раскопан некрополь Сигоупань. В самом богатом захоронении позднескифского времени (III век до н. э.) нашли мужчину с семью бронзовыми наконечниками стрел, бляшки с рельефными изображениями оленей, с лежащими лошадьми, с парой зверей в зеркальном отражении, с изображением птицы (видимо орла), а также серебряными украшениями для сбруи в виде кошачьей морды (возможно тигра) с надписями на китайском языке, изготовленные с использованием техники двусторонней резьбы для создания трёхмерного рисунка, железным мечом, украшенным золотыми вставками, и множеством других золотых украшений.
30 апреля 2001 года аймак Их-Джу был преобразован в городской округ Ордос. В 2016 году из района Дуншэн был выделен район Канбаши;  так как о свежепостроенном районе сделала репортаж «Аль-Джазира», назвав «городом-призраком»,то в русскоязычном сегменте интернета распространился миф о «городе-призраке Ордос».

## Административно-территориальное деление
Городской округ Ордос делится на 2 района, 7 хошунов:
| Карта                                                                                      | Карта | Карта            | Карта              | Карта          | Карта            | Карта         | Карта               |
| ------------------------------------------------------------------------------------------ | ----- | ---------------- | ------------------ | -------------- | ---------------- | ------------- | ------------------- |
| Дуншэн ① Далад-Ци Джунгар-Ци Отог-Цяньци Отог-Ци Хангин-Ци Ушин-Ци Эджэн-Хоро-Ци ① Канбаши |       |                  |                    |                |                  |               |                     |
| Карта админ. деления городского округа Ордос (Китай)                                       |       |                  |                    |                |                  |               |                     |
| №                                                                                          | Тип   | Русское название | Китайское название | Пиньинь        | Население (2004) | Площадь (км²) | Плотность населения |
| 1                                                                                          | Район | Канбаши          | 康巴什区           | Kāngbāshí qū   | 153 000          | 372,55        | 410,7               |
| 2                                                                                          | Район | Дуншэн           | 东胜区             | Dōngshèng qū   | 582 544          | 2137          | 108                 |
| 3                                                                                          | Хошун | Далад-Ци         | 达拉特旗           | Dálātè qí      | 322 101          | 8192          | 40                  |
| 4                                                                                          | Хошун | Джунгар-Ци       | 准格尔旗           | Zhǔngé'ěr qí   | 356 501          | 7535          | 36                  |
| 5                                                                                          | Хошун | Отог-Цяньци      | 鄂托克前旗         | Ètuōkè Qián qí | 68 282           | 12 318        | 6                   |
| 6                                                                                          | Хошун | Отог-Ци          | 鄂托克旗           | Ètuōkè qí      | 148 844          | 20 064        | 4                   |
| 7                                                                                          | Хошун | Хангин-Ци        | 杭锦旗             | Hángjǐn qí     | 111 102          | 18 903        | 7                   |
| 8                                                                                          | Хошун | Ушин-Ци          | 乌审旗             | Wūshěn qi      | 124 527          | 11 645        | 9                   |
| 9                                                                                          | Хошун | Эджэн-Хоро-Ци    | 伊金霍洛旗         | Yījīnhuòluò qí | 226 752          | 5958          | 23                  |

## Экономика
Ордос входит в «Золотой треугольник» энергетической индустрии и химической промышленности Китая: здесь добывают уголь, природный газ, сланцевую нефть (PetroChina) и уран (China National Uranium Co.), вырабатывают электроэнергию, работают нефтехимический комбинат и несколько химических заводов (в том числе Rongxin Chemicals и ENN Group). 
Кроме того, в Ордосе производят шерстяные ткани (в том числе кашемир), стройматериалы и майнят криптовалюты (промышленный парк в Далад-Ци является базой крупнейшей в стране криптофермы пекинской компании Bitmain).
В пустынных районах Ордоса построены солнечные электростанции, вокруг которых развивается сельское хозяйство и животноводство.

## Транспорт
Важное значение имеет грузовое железнодорожное сообщение между Ордосом и Восточной Европой.